# Caroline Schultze
Pour les articles homonymes, voir Schultze.
Caroline Schultze, née Karola Szulc, née le 20 mai 1867 à Varsovie et morte le 6 janvier 1926 à Paris (8e arrondissement), est une médecin d'origine polonaise. Elle effectue ses études et sa carrière en France. Sa thèse de médecine controversée aura une influence importante sur l'émancipation des femmes de son époque.

## Biographie
Caroline Schultze, née Karola Szulc, est la fille d'Abraham Szulc, musicien, et d'Elka Kaliska.
En tant que femme, elle n'est pas autorisée à suivre des études supérieures dans son pays d'origine, elle part donc s'installer en France. Schultze y obtient son baccalauréat en 1884 puis s'inscrit à la faculté de médecine de Paris. Elle y soutient en 1888 sa thèse de doctorat intitulée La femme médecin au XIXe siècle. Elle y fait valoir que les réalisations des femmes médecins font partie d'un « mouvement général d'émancipation intellectuelle et professionnelle des femmes » qui a débuté dans les années 1850. Le neurologue Jean-Martin Charcot, membre du jury, s'élève contre la « prétention » qu'une femme pourrait pratiquer la médecine de manière aussi habile qu'un homme. Cependant, la thèse est finalement validée et Schultze obtient son doctorat.
Paris compte, en 1888, onze femmes médecins, dont quatre à clientèle mixte, quatre spécialisées dans les maladies de la femme et de l’enfant, une spécialiste des maladies de la bouche et deux obstétriciennes. Sa thèse a une forte influence à son époque, inspirant un certain nombre de thèse doctorales préparées par des universitaires françaises sur des sujets liés aux femmes. Elle inspire également divers romans sur les « nouvelles femmes », mettant en vedette des femmes médecins et d'autres professionnels comme protagonistes et enquêtant sur le dilemme de l'équilibre entre une carrière et des questions familiales.
Pendant une année, en 1888, elle contribue à La Revue scientifique des femmes publiée par la féministe, Céline Renooz.
Le 11 octobre 1889, Schultze épouse le statisticien Jacques Bertillon avec lequel elle aura deux filles : Suzanne-Marguerite, artiste peintre et Jacqueline-Jeanne, avocate. Elle effectue sa carrière auprès des PTT en tant que médecin-chef pour les salariées. Elle est également médecin au lycée de jeunes filles Racine.
Elle est mentionnée par une médecin contemporaine, la doctoresse Dr Blanche Edwards-Pilliet lors du Congrès des œuvres féminines en 1900, et par Mélanie Lipinska.
Elle meurt le 6 janvier 1926 à Paris en son domicile, au 26, Avenue Marceau.